# Съюз на центристите
Съюз на центристите (на гръцки: Ένωση Κεντρώων) е малка центристка политическа партия в Гърция.

## История и развитие
Партията е създадена през 1992 г. от Василис Левентис под името Съюз на центристите и еколозите, но то се променя след няколко години на „Съюз на центристите“. Една от причината за това е претенцията на партията, че наследява традициите на Елевтериос Венизелос и следвоенния Съюз на центъра на Георгиос Папандреу - старши.
Съюзът на центристите дълго време е маргинален елемент в гръцката политика, но след икономическата криза набира популярност, а на изборите през септември 2015 г. успява да преодолее бариерата от 3 % и да влезе в парламента. Остава в опозиция и гласува срещу Преспанското споразумение, но поради ексцентричната политика на Левентис подкрепата за партията спада. След изборите през юли 2019 г. партията отново остава извън парламента.

## Участие в избори
| Година           | Тип избори    | гласове | %             | спечелени места от общия брой | +/ - | Бележки |
| ---------------- | ------------- | ------- | ------------- | ----------------------------- | ---- | ------- |
| 2014             | европейски    | 36 879  | 0.7           | —                             |      |         |
| 2015 (януари)    | парламентарни | 110 827 | 1.8           | —                             |      |         |
| 2015 (септември) | парламентарни | 186 457 | 3.4 (8 място) | 9 / 300                       | 9    |         |
| 2019             | европейски    | 82 072  | 1.5           | —                             |      |         |
| 2019             | парламентарни | 70 161  | 1.3 (9 място) | —                             | 9    |         |